# Generalarzt der Luftwaffe
Der Generalarzt der Luftwaffe (GenArztLw) ist für „die Beratung des Inspekteurs der Luftwaffe in allen sanitätsdienstlichen und flugmedizinischen Grundsatzfragen“ sowie für „die Vertretung der luftwaffeneigenen Interessen in allen wehrmedizinischen und sanitätsdienstlichen Angelegenheiten“ zuständig.
Sitz ist die Luftwaffen-Kaserne in Köln im Zentrum für Luft- und Raumfahrtmedizin der Luftwaffe.
Ihm unterstehen fachdienstlich alle Fliegerärzte, Flugmedizinischen Assistenten und Fliegerpsychologen der Bundeswehr, das Zentrum für Luft- und Raumfahrtmedizin der Luftwaffe mit seinen Außenstellen in Bückeburg, Fürstenfeldbruck, Königsbrück und Manching.
Auf dem Dienstposten des Generalarzt der Luftwaffe erreichte Verena von Weymarn als erste Frau im deutschen Militär den Generalsrang.

## Geschichte
Die Geschichte der Dienststelle geht zurück auf die Abteilung Sanitätswesen im Allgemeinen Luftwaffenamt. Aus ihr ging 1966 die Inspektion Sanitätsdienst der Luftwaffe, die dem Luftwaffenamt truppendienstlich unterstellt war hervor. Ab dem 1. Oktober 1970 hieß die Dienststelle Generalarzt Sanitätsdienst der Luftwaffe, und erstmals ab Oktober 1973 mit Aufstellung als eigenständige Dienststelle in Lohmar-Heide bei Siegburg Generalarzt der Luftwaffe. Nach wie vor unterstand die Dienststelle truppendienstlich dem Luftwaffenamt, fachdienstlich hingegen der Inspektion des Sanitäts- und Gesundheitswesens (InSan) im Bundesministerium der Verteidigung. Mit der Einnahme der Luftwaffenstruktur 5 bis Februar 2002 aufgelöst. Die teilstreitkraftspezifischen Sanitätsdienstangelegenheiten lagen nun in der Verantwortung des Inspekteurs der Luftwaffe. Wesentliche Aufgaben der Dienststelle übernahm die Abteilung Luft- und Raumfahrtmedizin/Fliegerärztlicher Dienst der Bundeswehr im Stab des Luftwaffenamtes. Von Oktober 2004 bis September 2013 wurde die eigenständige Dienststelle GenArztLw erneut unter dieser Bezeichnung in der Brückberg-Kaserne (Siegburg) aufgestellt.

## Organisatorische Änderung im Rahmen der Neuausrichtung
Nach über 50 Jahren als fester Bestandteil der Luftwaffe wurden am 30. September 2013 im Rahmen eines militärischen Appells auf dem alten Exerzierplatz der Luftwaffenkaserne Wahn die Dienststelle Generalarzt Luftwaffe und das Flugmedizinische Institut der Luftwaffe außer Dienst gestellt. Diesen folgt das neu aufgestellte Zentrum für Luft- und Raumfahrtmedizin der Luftwaffe (ZentrLuRMedLw), welches das breitgefächerte Aufgabenfeld seit dem 1. Oktober 2013 abdeckt.

## Offiziere in dieser Dienststellung
| Name                             | Ernennung       | Dienstende         |
| -------------------------------- | --------------- | ------------------ |
| GenArzt Bernhard Groß            | 26. März 2020   |                    |
| GenArzt Rafael Schick            | 6. Juli 2015    | 26. März 2020      |
| GenArzt Jürgen Brandenstein      | 1. Oktober 2013 | 6. Juli 2015       |
| GenArzt Jörg Binnewies           | 1. Juli 2008    | 30. September 2013 |
| GenArzt Erich Rödig              | 1. April 2002   | 30. Juni 2008      |
| GenArzt Achim Andexer            | 1. April 2001   | 31. März 2002      |
| GenArzt Klaus Meurers            | 1. Oktober 1995 | 31. März 2001      |
| GenArzt Verena von Weymarn       | 1. April 1994   | 20. September 1995 |
| GenArzt Hartmut Zacher           | 1. Oktober 1990 | 31. März 1994      |
| GenArzt Hans-Joachim Hildebrandt | 1. Oktober 1985 | 30. September 1990 |
| GenArzt Wolfgang Nissen          | 1. Oktober 1982 | 30. September 1985 |
| GenArzt Kay Staack               | 1. April 1980   | 30. September 1982 |
| GenArzt Ernst Ebeling            | 1. Oktober 1972 | 31. März 1980      |
| GenArzt Heinz S. Fuchs           | 1. Oktober 1968 | 30. September 1972 |
| GenArzt Gebhard Greiling         | 1. Oktober 1967 | 30. September 1968 |
| GenArzt Fritz Dörner             | 1. Februar 1959 | 30. September 1967 |